# 初体験 (小説)
『初体験』（はつたいけん）は、ゆめほたるによる恋愛小説。モバゲータウンのケータイ小説機能で作成されたケータイ小説であり、2007年5月に書き上げられた。完結直前には閲覧数が20,000回を超え、完結直後の小説ランキングでは1位を獲得した。その後、2008年2月に紀伊國屋書店より書籍化された。

## あらすじ
夏休みを直前に控えたある日、斉藤朋子は交通事故に遭ってしまう。もうろうとする意識の中で、朋子は「神」を名乗る人物から衝撃の事実を明かされる。山本龍太と田中雅也が約40日後の8月27日、午前0時1分にそれぞれ別の場所で死ぬというのだ。彼らを助けるためには、どちらか一人と初体験をしなければならないのだという。しかし初体験は、一生に一度、故に龍太と雅也のうちどちらか一人は、死んでしまう。どちらか一人を選ばなければならないと、朋子は悩む。

## 登場人物
斉藤朋子（18歳、高校3年生）
主人公。いつも一人でしりとりをしており、周囲からは奇異の目で見られているのだが、本人は自覚していない。しかし朋子が一人でしりとりをするのは、15年前の兄・洋一との約束「すぐに戻ってくるから、一人でしりとりをしていてね」という理由があるのだった。
天然キャラで、雅也の名前を覚えるのにも9回もかかった。龍太と初体験をし、更にもうひとつの選択（後述）をして雅也をも助けるが、最後に自らの命を落とす。
神
正体は、朋子の兄の斉藤洋一。15年前、朋子を助ける代わりに自ら神になること（死）を選択せざるを得ない状況に陥り、交通事故で命を落とした。見た目は、サラリーマン風の若くてカッコイイ男である。洋一曰く、死んでから年を取っていないらしい。
田中雅也（18歳、高校3年生）
8月27日に死亡すると明かされた一人。陸上部。3ヶ月前に父親と妹を亡くしている。
高校の女子の中では一番人気があり、ファンクラブもあるほどである。
山本龍太（17歳、高校3年生）
8月27日に死亡すると明かされた一人。サッカー部。朋子とは幼なじみで、10年間で100回も告白してきた。学校では喧嘩が強く問題児になっていたが、それは朋子を守るためだった。
戸田真美（18歳、高校3年生）
クラスの女子の中ではリーダー格。見た目は美人で、成績優秀。男子を魅了するが、唯一雅也にだけは振られている。ある日、登校中に雅也が朋子の事を抱いていたところ、朋子にバケツ1杯の水をかけた。祖父は犬城神社に住んでいる。神が朋子に『もうひとつの選択』の事を説明をしていたのを偶然聞いてしまい、そこで「田中君を助けて」と言ってしまったために朋子が死んだのだと思い、責任を感じている。
後日談では、10年後には、既に雅也と結婚しており、6歳になる娘・朋実と円満な家庭を築いている模様。
吉田香苗（28歳、学生）
洋一の初恋の人。大学を卒業した後、ドイツに留学して心理学を学んでいる。龍太に対し、キスをしたり、雅也との勝負に勝ち目はないとつぶやくなど、悪魔的な行動に出る。

## もうひとつの選択
もうひとつの選択とは、心から愛している男の子と初体験をした後で、さらに初体験をしなかった方を助ける唯一の方法である。それは神になる（死ぬ）ことだった。朋子は2秒前に「私を神にして下さい」と言い、午前0時1分に消えた。そして、午後0時15分に霊となって真美と雅也の前に現れ、最期の別れを告げた。朝、山道から一人の少女の遺体が見つかった。それは朋子だった。

## 続編
続編の『初体験 19歳』が、現在書きかけの段階で公開されている。前作と同じように、一人の女子大生がどちらか一人の男の子と初体験するという設定の物語で、神は昨年の夏に死んだ朋子とされている。Mobageのケータイ小説機能から読むことができる。